# Antonín Basler
Antonín Basler (* 16. února 1956 Šumperk) je moravský římskokatolický duchovní, pomocný biskup a kancléř olomoucké arcidiecéze.

## Život

### Původ a rodina
Narodil se jako čtvrté dítě Antonínu a Anně Baslerovým. Má tři starší sestry – Marii, Annu a Jiřinu. Svoje dětství a mládí prožil v Olšanech u Šumperka. Kněžství v jeho rodině mělo dlouholetou tradici. Jeho strýc Jindřich Basler (1917–1984) byl také kněz a později představený malého kapucínského kláštera nedaleko obce Mariánská. Za komunistického režimu byl poslán na nádraží v Rudě nad Moravou strouhat klády pořízem, zničil si zde zdraví a následkem toho zemřel.

### Kariéra
Po základní škole absolvoval v Šumperku Střední železniční školu, obor elektrická trakce a kolejová vozidla v železniční dopravě (1971–1975). U Československých státních drah pracoval jako technik rok před dvouletou základní vojenskou službou a také rok po jejím ukončení.
V roce 1979 nastoupil k pětiletému studiu na Cyrilometodějské bohoslovecké fakultě v Litoměřicích. Dne 30. června 1984 byl v olomoucké katedrále svatého Václava biskupem Josefem Vranou vysvěcen na kněze. Od vysvěcení byl do roku 1990 farním vikářem v Luhačovicích, od roku 1990 do roku 1999 farářem ve Vizovicích a administrátorem v Horní Lhotě, od roku 1993 i děkanem vizovického děkanátu. V roce 1999 se stal farářem farnosti sv. Michala v Olomouci a od roku 2003 i administrátorem farnosti Bystročice. V roce 1999 byl také jmenován sídelním kanovníkem Metropolitní kapituly u sv. Václava v Olomouci a v roce 2000 kancléřem kurie Arcibiskupství olomouckého.
K 1. červenci 2017 byl uvolněn z funkce faráře a administrátora a byl jmenován členem liturgické komise a členem subkomise pro sakrální umění Arcidiecéze olomoucké. Dne 5. července 2017 jej papež František jmenoval titulárním biskupem diecéze Vaga v dnešním Tunisku a pomocným biskupem olomouckým. Biskupské svěcení přijal 14. října 2017. Dne 1. října 2017 byl jmenován generálním vikářem olomoucké arcidiecéze. Dne 3. 12. 2017 byl zvolen děkanem Metropolitní kapituly u sv. Václava v Olomouci, s účinností od 1. 1. 2018.

## Osobní biskupský znak
V modrém štítě mezi stříbrnými křídly vztyčený plamenný meč převýšený hvězdou, obojí zlaté. Štít podložený procesním křížem, nad ním hodnostní zelený klobouk se šesti střapci po stranách. Pod štítem stříbrná páska s černým heslem SKRZE NĚHO, S NÍM A V NĚM.
Znak vychází ze znaku farnosti u sv. Michala v Olomouci, kde byl Antonín Basler dlouho farářem, je doplněn o zlatou hvězdu. Plamenný meč a křídla jsou odkazem na archanděla Michaela, šestihrotá hvězda je symbolem Panny Marie. Autorem znaku je pražský heraldik Vladimír Míka.